# Akira Toriyama
鳥山 明
Œuvres principales
- Dr Slump (1980–1984)
- Dragon Ball (1984–1995)
- Dragon Quest (character designer)
- Chrono Trigger (character designer)
- Blue Dragon (character designer)

Akira Toriyama (鳥山 明, Toriyama Akira) est un auteur de manga et character designer japonais né le 5 avril 1955 à Kiyosu dans la préfecture d'Aichi et mort le 1er mars 2024 des suites d'un hématome sous-dural.
Il est le créateur du manga Dragon Ball, œuvre qui connaît un succès mondial. En 2007, les Japonais la classent troisième « meilleur manga de tous les temps » à l'occasion du dixième anniversaire du Japan Media Arts Festival, derrière Slam Dunk et JoJo's Bizarre Adventure.
En 1981, il remporte le prix Prix Shōgakukan du manga shōnen avec Dr Slump, qui est vendu à plus de 35 millions d'exemplaires au Japon. Il est adapté en une série d'anime à succès, avec un deuxième anime créé en 1997, treize ans après la fin du manga. Sa série suivante, Dragon Ball, est devenue l'un des mangas les plus populaires au monde. Après avoir été vendus entre 250 et 300 millions d'exemplaires dans le monde entier, il s'agit d'un des mangas les plus vendus de tous les temps, considéré comme l'une des principales raisons de la période où la circulation du manga était à son maximum entre le milieu des années 1980 et le milieu des années 1990. À l'étranger, les adaptations en dessins animés ont eu plus de succès que le manga et ont contribué à renforcer la popularité de ces dessins dans le monde occidental. En 2019, Toriyama a été décoré en tant que chevalier de l'ordre des Arts et des Lettres de France pour ses contributions aux arts. Ainsi, Akira Toriyama est considéré comme un des auteurs les plus importants de l'histoire du manga avec ses œuvres influentes et populaires, en particularité Dragon Ball, que de nombreux artistes citent comme source d'inspiration.
En plus de son travail de mangaka, Akira Toriyama a également été un character designer renommé pour plusieurs jeux vidéo populaires tels que la série Dragon Quest, Chrono Trigger et Blue Dragon.

## Biographie

### Origines et enfance
Akira Toriyama est né dans la ville de Kiyosu, située dans la préfecture d'Aichi, au Japon. Il avait une sœur cadette. Dès son plus jeune âge, Toriyama se passionne pour le dessin, esquissant principalement les animaux et les véhicules qu'il affectionne. Il se souvient avoir été profondément impressionné après avoir vu le film Les 101 Dalmatiens (1961), ce qui l'a poussé à s'immerger davantage dans le monde de l'illustration en espérant parvenir à dessiner d’aussi belles images. À l’école primaire, il est de nouveau émerveillé en découvrant la collection de mangas du frère aîné d'un camarade de classe, puis une nouvelle fois lorsqu'il vit pour la première fois une télévision chez un voisin. Il cite Astro Boy d'Osamu Tezuka (1952-1968) comme étant à l'origine de son intérêt pour le manga. Par la suite, malgré son engouement pour le manga durant son enfance, Toriyama admet s'en être éloigné au collège, probablement en raison de son intérêt croissant pour les films et les séries. En effet, lorsqu'on lui demande s'il a eu des expériences marquantes avec le tokusatsu, Toriyama répond qu'il appréciait la série télévisée Ultraman et la série de films sur le kaiju Gamera. À cette époque-là, même s'il était évident pour lui qu'il choisirait un lycée axé sur le design créatif, le mangaka en herbe admet pour autant avoir été plus intéressé par le fait de s'amuser avec ses amis plutôt que par les études.
Après être entré au lycée en spécialité art, Akira Toriyama ne souhaite pas faire d'études supérieures et préfère se lancer dans la vie active ; il a confiance en lui et se sent capable de devenir auteur de bande dessinée professionnel. Contre la volonté de ses parents, Toriyama quitte le circuit scolaire et trouve un travail comme illustrateur pour une agence de publicité. Mais il sera vite considéré comme marginal du fait de ses retards intempestifs, de son comportement, de sa manière de s'habiller, ou encore de son incapacité à se lever à l'heure. Au bout de trois ans de travail, il finit lassé de cette routine et écœuré de cet environnement. Il décide de démissionner.

### Débuts de carrière et popularité avecDrSlump
À 23 ans, Akira Toriyama se retrouve au chômage, sans argent : ses parents lui donnent de quoi s'acheter des cigarettes et boire un café. Dans l'un des cafés qu'il fréquente, il tombe sur un concours manga et décide d'y participer sans faire preuve d'une grande ambition en envoyant une histoire comique à la fin du concours. Toriyama tente à nouveau sa chance avec un magazine de prépublication de manga pour adolescents, et envoie son histoire, Awawa World, en toute confiance. Il ne gagnera aucun prix. Un nouveau concours se présente au Weekly Shōnen Jump, un magazine de prépublication de manga pour adolescents ; il envoie une nouvelle histoire, Mysterious Rain Jack, et ne remportera à nouveau aucun prix, la Shūeisha n'ayant pas les droits pour publier une parodie sur Star Wars. Il continuera à persévérer à la suite d'un appel de Kazuhiko Torishima, le directeur de la maison d'édition Hakusensha, qui deviendra plus tard son rédacteur en chef.

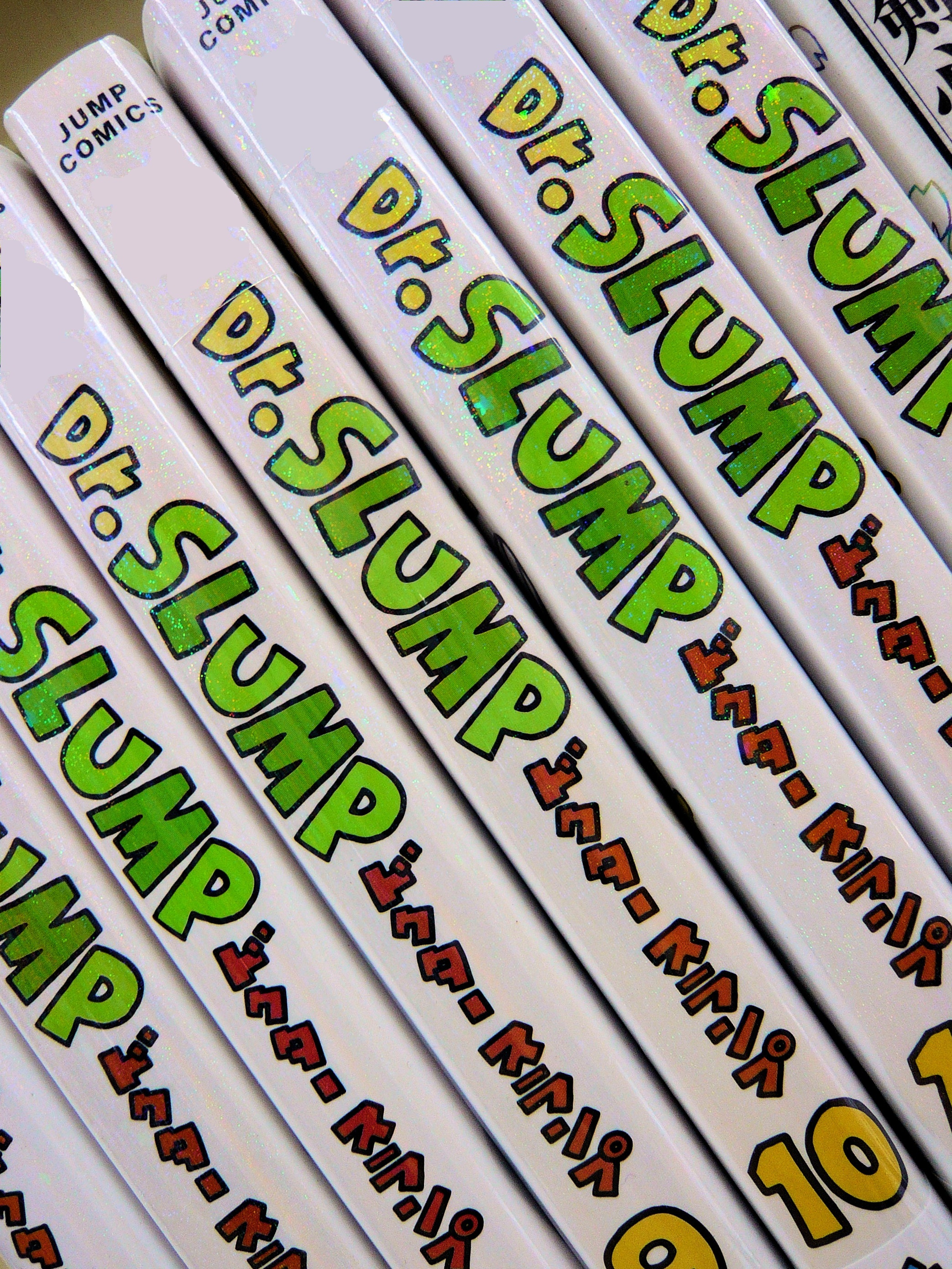
L'édition Kanzenban de Dr Slump, publiée par Shueisha.

Chaque mois des années 1970, le magazine reçoit 100  à   150 candidatures de jeunes mangakas voulant se faire connaître dans ce milieu professionnel. Un petit nombre d'entre eux sont sélectionnés pour apparaître dans le classement, pour le reste des candidatures, le magazine choisit un candidat ayant un potentiel afin de le prendre sous son aile. Trouvant en Akira Toriyama un certain potentiel, Kazuhiko Torishima lui envoya un télégramme : « Tu as un don, appelle-moi vite, signé Torishima. » Il commence alors à travailler avec lui. Au bout de deux ans d'entraînement avec Torishima, devenu connu pour avoir été l’éditeur d'Akira Toriyama pendant la période de Dr Slump et pendant la première moitié de Dragon Ball, Akira Toriyama voit sa toute première histoire publiée, Wonder Island, qui est un échec. Il écrit de nombreuses histoires qui ne se révèleront pas concluantes. Cependant Torishima prend confiance en lisant le premier épisode d'une histoire intitulée Docteur Slump ; le personnage secondaire, Arale, étant beaucoup plus charismatique que le professeur Slump, personnage principal de l'histoire, il propose Arale comme personnage principal, ce qu'il refuse car le shônen manga est destiné aux garçons. Il lui demande alors de faire une histoire courte mettant en scène Arale, et de l'admettre comme un personnage principal si l'accueil était favorable à l'annexe. L'histoire a du succès et gagne en popularité grâce à la publication hebdomadaire de Dr Slump de 1980 à 1984, pour laquelle il remporte le Prix Shōgakukan en 1982 dans la catégorie shōnen. La série comique Dr Slump suit les aventures d’un professeur pervers et de son petit robot super-puissant Arale. Son éditeur précise alors : « Il a commencé la série à 25 ans alors qu’il vivait encore à la maison avec ses parents, mais lorsque la série s’est terminée en 1984, il était une superstar du manga.»
En 1981, le manga Dr Slump lui a valu le Shogakukan Manga Award pour la meilleure série de shōnen ou de shōjo manga de l’année. Une adaptation d'anime très réussie a été diffusée à la télévision de 1981 à 1986, avec une série de remake diffusée de 1997 à 1999. En 2008, le manga s'était vendu à plus de 35 millions d'exemplaires au Japon.

### Succès international:Dragon Ball
Six mois après le succès, la publication en série dure alors sept jours : trois à quatre jours pour le scénario et deux jours pour le dessin, un rythme assez pénible pour Akira Toriyama. Il décide d'arrêter la série Dr Slump. Mais, du fait de son succès, la série ne pouvait pas s'arrêter s'il ne parvenait pas à mieux faire. Il la boucle alors en cinq jours, afin de disposer de deux jours pour trouver une autre histoire qui sera publiée en annexe. S'inspirant des films de Jackie chan,, il se lance dans un manga d’aventures à gags, qui se transforme en une série de combats d’arts martiaux. L'histoire courte qu'il réalise ainsi, Dragon Boy, le conduira à écrire le manga Dragon Ball.

Logo de la première édition japonaise Dragon Ball.

Il travaille sur Dragon Ball de 1984 à 1995. Pendant ces onze ans, il en dessine 42 volumes, qui comportent 519 chapitres. Dragon Ball devient un immense succès, et connaît des adaptations animées, des jeux vidéo, des jeux de cartes, etc. La première adaptation en anime s'intitule Dragon Ball et la deuxième Dragon Ball Z. Outre sa popularité au Japon, Dragon Ball connaît également un succès international, notamment en Asie, en Europe et sur le continent américain, avec 250  à   300 millions d'exemplaires du manga tankōbon vendus dans le monde.[réf. souhaitée]
Grâce à son sens créatif, Toriyama obtient du travail dans plusieurs projets de jeux vidéo tel que Dragon Quest. Il conçoit également les personnages de Chrono Trigger sur Super Nintendo, des jeux de combat Tobal n°1 et Tobal 2 sur PlayStation, et enfin de Blue Dragon sur Xbox 360.
Après Dragon Ball, Toriyama produit des one shot ou de courts récits (de 100  à   200 pages), tels que Go! Go! Ackman, Cowa, Kajika, Sand Land ou encore Cross Epoch en collaboration avec Eiichirō Oda.

### Reconnaissance et aprèsDragon Ball
Le 6 décembre 2002, Toriyama a fait sa seule apparition promotionnelle aux États-Unis lors du lancement de son homologue nord-américain de Weekly Shōnen Jump, Shonen Jump, à New York.
En 2008, Toriyama entame une nouvelle collaboration en tant que scénariste, avec Masakazu Katsura (l'auteur de Video Girl Ai et Zetman) au dessin, sur le one shot Trop forte, Sachié !! (さちえちゃんグー！, Sachie-chan Guu!) dont la prépublication débute le 4 avril dans le 5e numéro du nouveau magazine de Shueisha : Jump Square. Cette même année, Blue Dragon est adapté en série animée et est diffusé en français sur Nickelodeon à partir de mai 2009. L'année suivante, l'adaptation hollywoodienne Dragonball Evolution de Dragon Ball sort sur grand écran. Mais le film, peu respectueux du manga et particulièrement mal réalisé, se révèle un échec cuisant tant critique que public. Toriyama et Katsura publient alors un nouveau manga, Jiya. Attaché à sa vie à la campagne, tous ses mangas se passent dans un même monde à différentes époques, The World, une planète jumelle à la Terre. Les deux histoires faites avec Masakazu Katsura (Trop forte, Sachié !! et Jiya) sont regroupées dans l'album Katsuraakira.
En janvier 2013, le Festival international de la bande dessinée d'Angoulême lui décerne le prix spécial du 40e anniversaire du Festival. Symbole de l'impact de Toriyama, il est le premier mangaka à être célébré parmi les quarante Grands Prix et autres prix anniversaires. De plus, lors de ce scrutin, il arrive en tête du vote des auteurs.
En juillet 2013, à l'occasion des 45 ans du magazine Weekly Shonen Jump, dont il fut un des auteurs vedettes, il publie une nouvelle série, Jaco the Galactic Patrolman (Ginga Patrol Jako) dans le numéro 33. La série est liée aux précédents mangas sur La patrouille galactique (Trop forte, Sachié !! et Jiya) et fait aussi office de préquelle au manga Dragon Ball.

### Dernières années
Akira Toriyama est mentionné en novembre 2017 dans les Paradise Papers, dénonçant l'évasion fiscale de nombreuses personnalités publiques.
La fin de sa vie en tant qu'artiste est notamment passée à s'occuper de Dragon Ball Super, suite directe à Dragon Ball Z. Le 28 avril 2015, le studio japonais Toei Animation annonce qu'il est le scénariste de la version manga du projet. Il est aussi le scénariste du film Dragon Ball Super: Broly qui sort le 14 décembre 2018. En mai 2021, Akira Toriyama confirme la prochaine sortie d'un nouveau long métrage Dragon Ball Super au cinéma pour l'année 2022. Ce film, Dragon Ball Super: Super Hero, sera la dernière production animée Dragon Ball sortie de son vivant. Il participe également avant sa mort à la conception du projet Dragon Ball Daima dont il écrit la trame et conçoit les visuels des personnages.
Les dernières années avant son décès sont également marquées par les diverses adaptations de son manga Sand Land entre 2023 et 2024 : un film animé en 2023 et un jeu vidéo de 2024 qui adaptent son manga,, et une série animée en ligne (ONA) qui fait suite au film et au manga, pour laquelle il écrit un scénario original avant son décès.

### Mort
Le 8 mars 2024, son studio de mangaka Bird Studio et la société Capsule Corporation Tokyo annoncent par un communiqué en ligne que Toriyama est mort le 1er mars 2024 d'un hématome sous-dural aigu à l'âge de 68 ans,,. Ses derniers travaux auront été liés aux adaptations de son manga Sand Land, dont il a supervisé la production d'un animé en 2023 et d'un jeu vidéo en 2024, et pour lequel il écrivait une suite inédite au manga pour une adaptation sérielle en ligne dont la diffusion est prévue pour démarrer fin mars 2024, seulement quelques jours après son décès,. Le même jour, le Weekly Shōnen Jump, magazine historique de sa carrière, publie également une annonce de son décès accompagnée d'hommages écrits par Masashi Kishimoto (Naruto), Eiichirō Oda (One Piece), Masakazu Katsura, et Yūji Horii (Dragon Quest),,.

## Vie privée
Toriyama a épousé le 2 mai 1982 Yoshimi Katō, une ancienne artiste manga originaire de Nagoya sous le nom de plume Nachi Mikami, qui l'avait déjà occasionnellement aidé sur Dr. Slump quand il manquait de temps. Ils ont deux enfants : un fils nommé Sasuke né le 23 mars 1987, et une fille nommée Kikka née en octobre 1990.
Toriyama vivait à Kiyosu, ville en banlieue de Nagoya où se trouvait son atelier nommé Bird Studio. En octobre 2023, la ville lui commissionne un logo spécial fêtant le vingtième anniversaire de la commune, qui sera dévoilé fin janvier 2024, près d'un mois avant son décès. Toriyama vivait plutôt reclus, et s'est peu exposé aux médias jusqu'à sa mort. Il n'a par exemple pas assisté en personne à la remise de son titre de chevalier de l'ordre des Arts et des Lettres par l'État français en 2019.

### Passions
Bien que le dessin ait toujours été sa passion principale, Toriyama avait également une passion pour les voitures et les motos, héritée de son père qui avait l'habitude de faire de la moto et a exploité une entreprise de réparation automobile pendant un bref moment, bien qu'il ne possède pas lui-même de compétences en mécanique. L'auteur était un amoureux des animaux, ayant gardé de nombreuses espèces d'oiseaux, de chiens, de chats, de poissons, de lézards et de punaises comme animaux de compagnie depuis son enfance. Certains ont été utilisés comme modèles pour les personnages qu'il a créés tels que Karin et Beerus.
Toriyama a eu une passion pour les maquettes en plastique, et en a conçu plusieurs pour la marque Fine Molds,. Il a également rassemblé des autographes de célèbres artistes de manga, dont Yudetamago et Hisashi Eguchi, un passe-temps qu'il a transmis au personnage de Peasuke Soramame dans Dr. Slump,.

## Style et influence

### Influence
Toriyama admire Osamu Tezuka, notamment Astro Boy (1952-1968), et a été impressionné par Walt Disney pour Les 101 Dalmatiens (1961), dont il se souvient pour son animation de haute qualité. Les premiers films d'arts martiaux de Jackie Chan ont également eu une influence notable sur ses histoires, en particulier la comédie Le Maître chinois (1978). Toriyama a déclaré qu'il a été influencé par l'animateur Toyoo Ashida (en) et l'adaptation de la série télévisée anime de son propre Dragon Ball ; il a ainsi appris que séparer les couleurs plutôt que de les mélanger facilite la tâche du nettoyeur et la coloration des illustrations.

### Style
Le style de Toriyama est extrêmement personnel et reconnaissable, notamment dans la série humoristique Dr Slump, remplie de jeux de mots, d'humour scatologique et d'insinuations sexuelles. Il contient également de nombreux éléments de science-fiction : extraterrestres, personnages anthropomorphes, voyages dans le temps et parodies d'œuvres telles que Godzilla (1954), Star Trek (1966-1969) et Star Wars (1977). Toriyama s'amuse également à inclure de nombreuses personnes réelles dans Dr Slump, telles que ses assistants, son épouse, des collègues, comme Masakazu Katsura, et plus particulièrement son éditeur, Kazuhiko Torishima, transformé en principal antagoniste de la série (d’où l’anagramme : Dr Mashirito).
Toriyama avait attiré l'attention de Torishima par son utilisation des onomatopées dans Mysterious Rain Jack, histoire envoyée à Shōnen Jump pour un concours ; au lieu d'utiliser des katakanas, un des syllabaires japonais, Toriyama s'était servi de l'alphabet romain qu'il trouvait rafraîchissant.
Selon Torishima, Toriyama excelle en noir et blanc parce qu’il n'avait pas l'argent nécessaire pour acheter une sélection de trames lorsqu'il a commencé à dessiner des mangas. Il considère également Toriyama comme un génie de la facilité. Par exemple, dans Dragon Ball, afin d'avoir moins de travail d'encrage, ses personnages détruisent souvent les paysages et décors lors des combats ; c'est aussi la raison pour laquelle les Super Saiyans ont des cheveux blonds et non noirs. Torishima a aussi affirmé que Toriyama ne dessine que ce qu'il trouve intéressant et qu'il ne se soucie pas de ce que ses lecteurs pensent.

## Œuvres

### Œuvres notables
- Dr Slump, dans Weekly Shōnen Jump, 1980-1984.
- L'Apprenti mangaka, dans Fresh Jump, 1982-1984 (manga didactique sur la création de bande dessinée).
- Dragon Boy, dans Fresh Jump, 1983.
- Dragon Ball, dans Weekly Shōnen Jump, 1984-1995.
- Go! Go! Ackman, dans V Jump, 1993.
- Cowa!, dans Weekly Shōnen Jump, 1997-1998.
- Kajika, dans Weekly Shōnen Jump, 1998.
- Neko Majin, dans Weekly Shōnen Jump, 1999-2005.
- Sand Land, dans Weekly Shōnen Jump, 2000.
- Blue Dragon (création des personnages de l'anime), 2006.
- Katsuraakira (Trop forte, Sachié !! et Jiya), en collaboration avec Masakazu Katsura, 2008-2009.
- Kintoki, dans Weekly Shōnen Jump, 2010.
- Jaco the Galactic Patrolman, dans Weekly Shōnen Jump, 2013.
- Dragon Ball Super (scénario, concept original), dans V Jump, 2015-2024.

## Récompenses et hommages
- 1981 : Prix Shōgakukan pour Dr Slump.
- 2013 : Prix spécial du 40e anniversaire du Festival d'Angoulême 2013.
- 2019 : Chevalier de l'ordre des Arts et des Lettres à l'ambassade de France au Japon le 30 mai[40].